# October (CMS)
October es un sistema de gestión de contenido (CMS) gratuito, de código abierto y autohospedado basado en el lenguaje de programación PHP y el marco de la aplicación web Laravel. Es compatible con MySQL, SQLite y PostgreSQL para el backend de la base de datos y utiliza una base de datos de archivos planos para la estructura frontal. October se usa más y crece a un ritmo más rápido que los dos competidores líderes de CMS de archivo plano (Jekyll y Grav) combinados en marzo de 2018.
October se concibe como una plataforma web "de vuelta a lo básico" que hace que la creación, el diseño y la edición de sitios web sean más rápidos y más intuitivos. El CMS de octubre cubre una amplia gama de capacidades, como usuarios, permisos y complementos; Puede utilizarse para crear todo, desde sitios promocionales simples hasta aplicaciones web potentes. October apoya el uso de temas.
La plataforma es generalmente preferida entre los desarrolladores por tener una pequeña curva de aprendizaje y su sistema de plantilla único que es fácilmente manejable con los sistemas de control de versiones. A partir de marzo de 2018, October es el segundo repositorio PHP CMS más destacado alojado en GitHub.
October es utilizado como una plataforma principal de CMS por estudios que tienen marcas mundialmente famosas en sus carteras, como Toyota, KFC y Nestlé. El Museo de Arte de Dallas utiliza el CMS de October en sus quioscos de información. Muchos de los usuarios de October se encuentran en Estados Unidos y Rusia, además de Europa: Suiza, Francia, Países Bajos, Reino Unido y otros países.